# Almansa
Almansa es un municipio y localidad española de la provincia de Albacete, en la comunidad autónoma de Castilla-La Mancha. El término municipal, situado en el sureste de la península ibérica, limita con la Comunidad Valenciana (provincias de Alicante y Valencia) y con la Región de Murcia. Cuenta con una población de 24 281 habitantes (INE 2024).

## Toponimia
El topónimo «Almansa» deriva del término árabe المنصف (al-manṣaf) «la mitad del camino», nombre que hace posiblemente referencia al tramo de la Vía Augusta que partiendo de la zona de Ad Turres (probablemente Fuente la Higuera) se dirigía a Saltigi (Chinchilla de Monte-Aragón) camino de Gades (Cádiz).

## Geografía
Integrado en la comarca de Monte Ibérico-Corredor de Almansa, de la que ejerce de capital, se sitúa a 74 kilómetros de la capital provincial. El término municipal está atravesado por la autovía de Alicante (A-31), que une Albacete con Alicante, la autovía A-35, que une Almansa con Játiva y Valencia, la carretera nacional N-330, que permite la comunicación con Requena, y la carretera autonómica CM-412, que conecta con Montealegre del Castillo.
Desde el punto de vista geográfico, el municipio se encuentra en el Levante interior, en la zona donde se unen los sistemas montañosos Ibérico y Bético, que han dado lugar a un altiplano situada a unos 700 metros de altitud, con algunas elevaciones que dejan unos pasillos de acceso hacia la Meseta y el Levante configurando el llamado Corredor de Almansa, considerado como uno de los diecisiete pasos naturales de la península ibérica.
Las montañas del norte y el noreste del municipio (sierra del Mugrón, cerro Gordo) forman un conjunto con el macizo del Caroig y la sierra de Enguera. El pico de Mugrón alcanza los 1209 metros de altitud. Por el sur existen otras sierras que limitan con los términos de Caudete y Yecla: sierra de Oliva y sierra de Lacera. Esta especial situación geográfica ha originado la dotación de una importante infraestructura de comunicaciones, que configura al municipio como un estratégico enclave de comunicaciones desde el centro peninsular a la zona levantina. 
La altitud del municipio oscila entre los 1209 metros (pico Mugrón) y los 650 metros en el corredor que da acceso a Villena. La villa se alza a 713 metros sobre el nivel del mar. No cuenta con ríos destacables, tan solo con algunas ramblas procedentes de las sierras cercanas. 
| Noroeste: Alpera                                    | Norte: Ayora (Valencia)       | Nordeste: Enguera (Valencia)          |
| Oeste: Bonete                                       |                               | Este: Font de la Figuera (Valencia)   |
| Suroeste: Montealegre del Castillo y Yecla (Murcia) | Sur: Yecla (Murcia) y Caudete | Sureste: Caudete y Villena (Alicante) |

## Símbolos
|  | El escudo de Almansa está blasonado así: Escudo partido: 1º de azur (azul), un castillo sostenido por un monte de peñas y acostado en la torre del homenaje dos brazos alados de plata enfrentados y empuñando una espada de oro; 2º de gules (rojo), un obelisco de plata sumado de un león coronado empuñando una espada de oro. Sobre el escudo la Corona de Marqués, conmemorando al Marquesado de Villena. |

Escudo de Almansa utilizado entre 1241-1346
Escudo de Almansa utilizado entre 1346-1707
Escudo de Almansa utilizado entre 1707-1786
Escudo de Almansa utilizado entre 1786-1873 y 1873-1931
Escudo de Almansa utilizado entre 1873-1874 y 1931-1939
Escudo de Almansa utilizado entre 1939-Actualidad y oficial de la ciudad
Escudo de Almansa utilizado entre 1939-Actualidad
Escudo de Almansa utilizado entre 1998-Actualidad
Escudo de Almansa utilizado entre 1998-Actualidad
Escudo de Almansa utilizado por el Ayuntamiento de Almansa

## Historia

### Prehistoria
Los testimonios más relevantes del pensamiento de los grupos humanos prehistóricos corresponden a los dos abrigos con pinturas rupestres prehistóricas conocidos hasta el presente: «Barranco del Cabezo del Moro» y «Cueva de Olula».
El primero fue descubierto en 1984 por José Luis Simón y el segundo, que se halló de forma casual hacia 1990, por Pedro Más Guereca. Este último contó con una nueva aportación, una representación femenina, localizada por Alexandre Grimal Navarro, en 2000. Con la presencia de varios arqueros, algún animal y la representación de hasta tres mujeres, estas importantes muestras de las creencias de los grupos cazadores (10 000 años antes del presente) forman parte del llamado arte levantino.
Además de ser Bienes de Interés Cultural desde el 17 de febrero de 1997 (identificadores de los bienes otorgados por el Ministerio de Cultura: RI-51-0009642 y RI-51-0009643), su valor inestimable como documento de la Prehistoria determinó a la Unesco su declaración como Patrimonio de la Humanidad, en 1998, formando parte del conjunto del arte rupestre del arco mediterráneo de la península ibérica.

### Antigüedad y Edad Media
En época romana hubo una villa llamada «Ad Aras», que algunos historiadores sitúan en Almansa o cerca de ella, pero no se ha podido confirmar.
Almansa dejó de pertenecer a la taifa de Murcia probablemente durante el reinado de Fernando III «el Santo», padre de Alfonso X «el Sabio», hacia el año 1244, en virtud del tratado de Alcaraz (año 1243) por el que la Corona de Castilla imponía su dominio sobre la taifa musulmana.
Fue precisamente el 28 de marzo de 1244 cuando se rubricó el tratado de Almizra entre el infante Alfonso de Castilla y el rey Jaime I de Aragón, por el que se establecieron los límites entre los dos reinos cristianos, «quedando Almansa, Jorquera y su entorno del Júcar, el valle de Ayora con Cofrentes y Jarafuel, Caudete, Villena y Sax de parte castellana». Sin embargo, una vez ocupada definitivamente la taifa de Murcia, Almansa pasó a formar parte del Reino de Murcia según se observa en un documento del año 1257, en el que se dice: «... son de parte del Regno de Murçia, Xorquera, e Ayora, e Almansa, a Vees, e Chinchilla...».

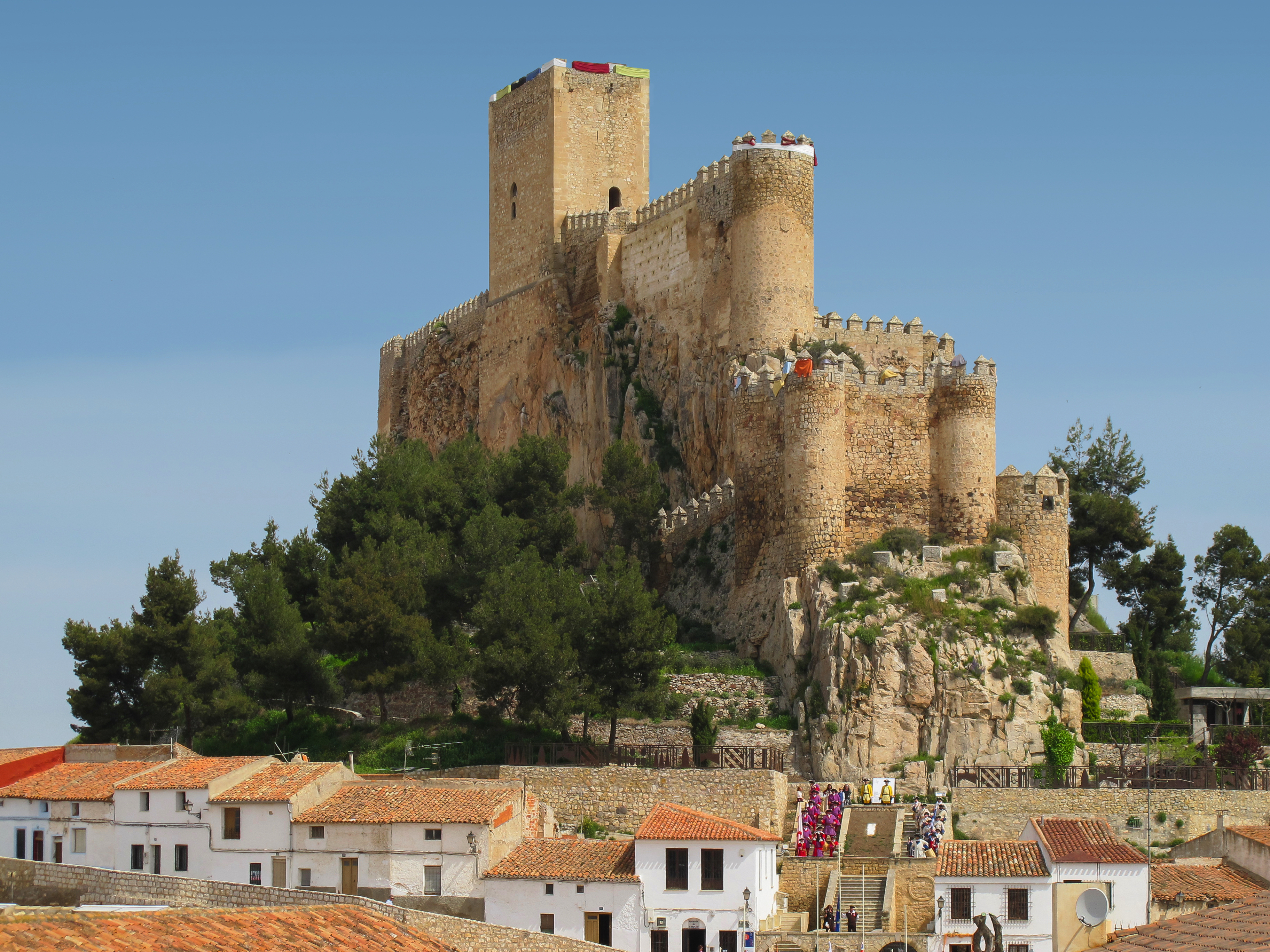
Castillo de Almansa

En 1294 don Juan Manuel heredó de su padre (Manuel de Castilla) el señorío de Villena, que más tarde pasaría a ser marquesado, en el que estaba incluido Almansa. Don Juan Manuel concedería numerosos privilegios y mercedes a la entonces villa de Almansa, ratificados por distintos monarcas castellanos y aún continuados por los marqueses de Villena.
El marquesado, al igual que el señorío tras el tratado de Almizra, perteneció a la Corona de Castilla, hasta el año 1395 en que el marquesado pasó a formar parte de la Corona de Aragón, dentro del Reino de Valencia.
En 1444, el príncipe Enrique (futuro Enrique IV de Castilla), ante la confusa situación jurídica del señorío de Villena, autorizaba a Alfonso Téllez Girón a ocupar las villas que lo conformaban (Almansa, Chinchilla de Monte-Aragón, Villena, etcétera). Posteriormente otorgaría el dominio del territorio al hijo de este, y futuro valido durante su reinado, Juan Pacheco.
El 20 de diciembre de 1452, Juan II de Castilla le confirmó en el señorío de la villa de Almansa, cuya merced había concedido el 3 de septiembre de 1445 a su padre Alfonso Téllez Girón «con derecho a heredamiento», aunque esta donación no fue a petición de su padre y se menciona que la merced fue hecha «por los muchos y buenos, leales y señalados servicios que vos D. Juan Pacheco, hijo mayor, legítimo heredero de Alfonso, mi vasallo que fue de mi consejo.» Juan Pacheco fue el I marqués de Villena y su figura fue trascendental para la villa de Almansa, pues fue él quien le dio la morfología actual al castillo de Almansa.
Los Reyes Católicos anexionaron definitivamente este marquesado a la Corona de Castilla, dentro del Reino de Murcia en 1476. Aun así, el marquesado fue un auténtico «estado medieval» hasta finales del siglo XVI.

### Edad Moderna

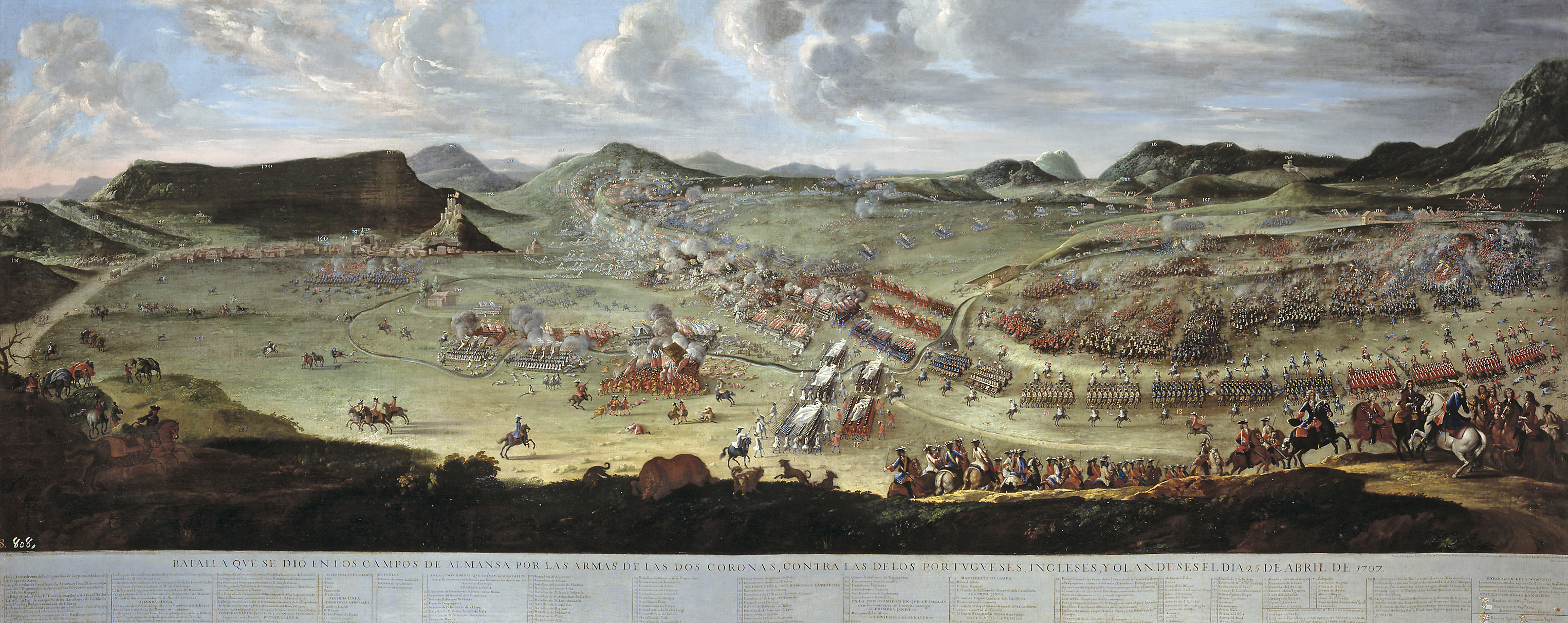
Óleo de Ventura Lirios y Filippo Pallotta de la batalla de Almansa, propiedad del Museo del Prado, en depósito en el Palacio de las Cortes Valencianas

Es sabido que en su término municipal se libró una importante batalla el 25 de abril de 1707, la batalla de Almansa, durante el conflicto internacional de la guerra de sucesión española. Carlos II falleció sin descendencia, y dos príncipes extranjeros pretendían la Monarquía Hispánica, para así afianzar su hegemonía tanto en Europa como en América.
El príncipe Felipe de Francia (duque de Anjou) y el archiduque Carlos de Austria (ambos extranjeros) querían acceder al trono, y se inició la guerra, contando ambos con la intervención de sus respectivos aliados europeos.
Como resultado de la batalla de Almansa, Felipe de Anjou vio abierto el camino hacia Valencia, aunque el triunfo no fue decisivo pues la guerra no concluyó hasta 1713, con el Tratado de Utrecht.
Desde 1778 y por merced de Carlos III esta antigua villa pasó a titularse ciudad.

### Edad Contemporánea

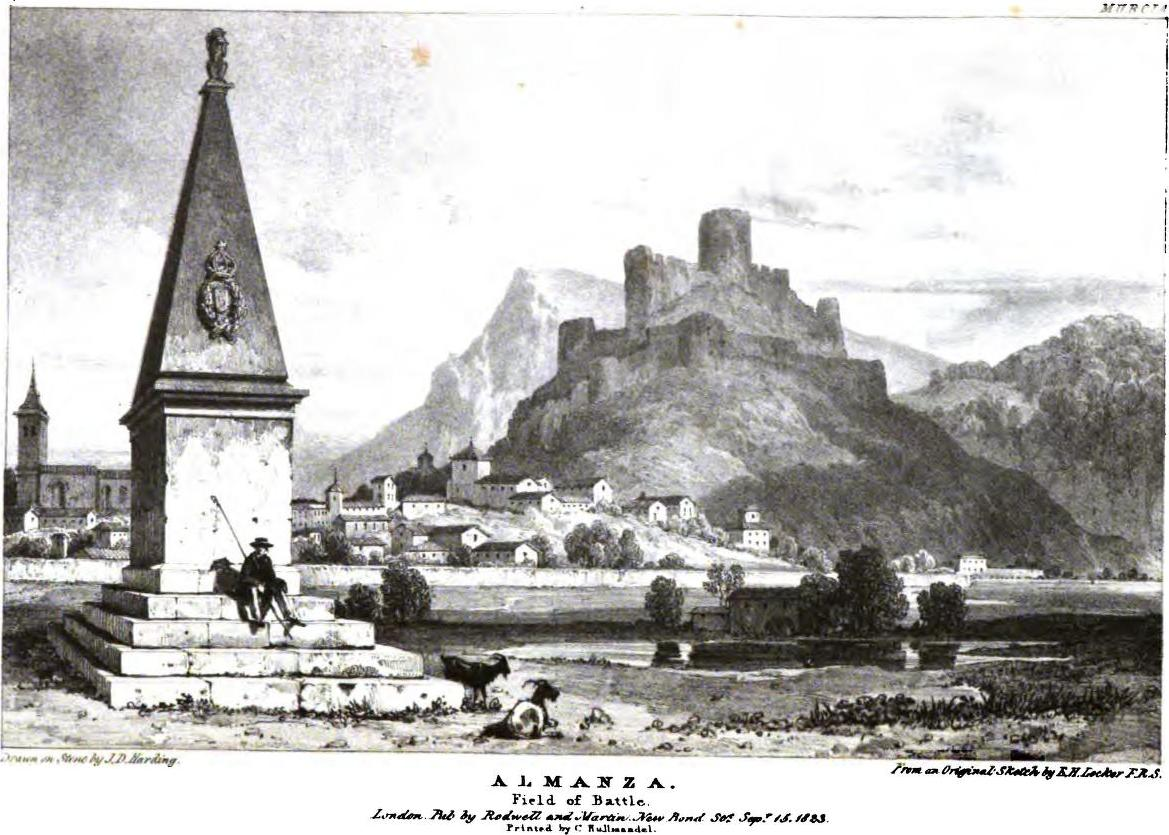
Almansa en la primera mitad del siglo

En 1833 se creó la provincia de Albacete, incluyendo en ella a Almansa. Esta provincia formó parte de la región histórica de Murcia, hasta la creación de la comunidad autónoma de Castilla-La Mancha, en 1982.
A mitad del siglo XIX dos acontecimientos cambiarían el desarrollo del municipio definitivamente, dejando atrás una sociedad agrícola y ganadera de subsistencia, y naciendo una nueva clase obrera, además de la creación de un incipiente comercio, transformando la ciudad no solo desde el punto de vista económico, sino también social y político.
Por un lado la construcción del ferrocarril. Entre 1857 y 1859 el municipio quedó comunicado por este medio con las ciudades de Madrid, Alicante y Valencia. La estación de Almansa fue una de las más importantes del sureste español, generando mucha mano de obra y surgiendo una clase obrera.
Por otro lado, a partir de la puesta en marcha de la fábrica Calzados Coloma, la cual se constituyó en un referente a nivel nacional y de toda Europa, la fabricación de calzado de caballero de alta calidad para la exportación fue el motor económico del municipio. Ya en 1913 Almansa se convirtió en el segundo productor de calzado de toda España, tan sólo superado por Barcelona. En 1930 esta empresa empleaba a más de 1200 trabajadores, de los cuales la mitad eran mujeres, creándose más clase obrera. Tras su desaparición en 1954 (la empresa existió durante casi cien años), permitió que sus trabajadores crearan sus propias fábricas de calzado.
Llegado el final de la Guerra Civil en abril de 1939, Almansa albergó un campo de concentración franquista para prisioneros republicanos. A pesar de la destrucción de documentos militares realizada por la Dictadura, en el archivo municipal consta el pago que hizo el Ayuntamiento de un lote de papel «suministrado al campo de concentración».

## Demografía
Almansa cuenta con una población de 24 281 habitantes (INE 2024).
| Gráfica de evolución demográfica de Almansa entre 1842 y 2021                                                       |
| |
| Población de derecho según los censos de población del INE Población de hecho según los censos de población del INE |

## Economía
La tradicional industria del municipio es la fabricación de calzado de caballero de alta calidad para la exportación, heredada de la fábrica Calzados Coloma (se creó a mitad del siglo XIX) siendo un referente tanto a nivel nacional como en toda Europa. Ya en 1913 Almansa se convirtió en el segundo productor de calzado de toda España tan solo superado por Barcelona. En 1930 Calzados Coloma empleaba a más de 1200 trabajadores, de los cuales la mitad eran mujeres. Tras su desaparición en 1954 (la empresa existió durante casi cien años) permitió que sus operarios fundaran sus propias factorías de calzado.
Actualmente existen diferentes empresas del sector de reconocido prestigio tanto a nivel nacional como internacional, siendo el principal mercado los Estados Unidos.
Desde la segunda mitad de la década de 1980, y con la construcción del polígono industrial «El Mugrón», se diversificó en parte la actividad económica.
Desde inicios del siglo XXI la industria del calzado entró en una gran decadencia, elevando considerablemente el desempleo en el municipio, unido al cierre de muchas otras empresas de diferentes sectores.
El número de desempleados inscritos en el Servicio Público de Empleo Estatal (SEPE) ascendía a 2199 personas a fecha 31 de agosto de 2021.
El sector terciario y comercial está bastante desarrollado, ofreciendo múltiples servicios al municipio y su área de influencia. La población activa de este sector supera al manufacturero.
El municipio y su comarca disponen de unos excelentes viñedos, amparados bajo la Denominación de Origen Almansa.

## Administración y política

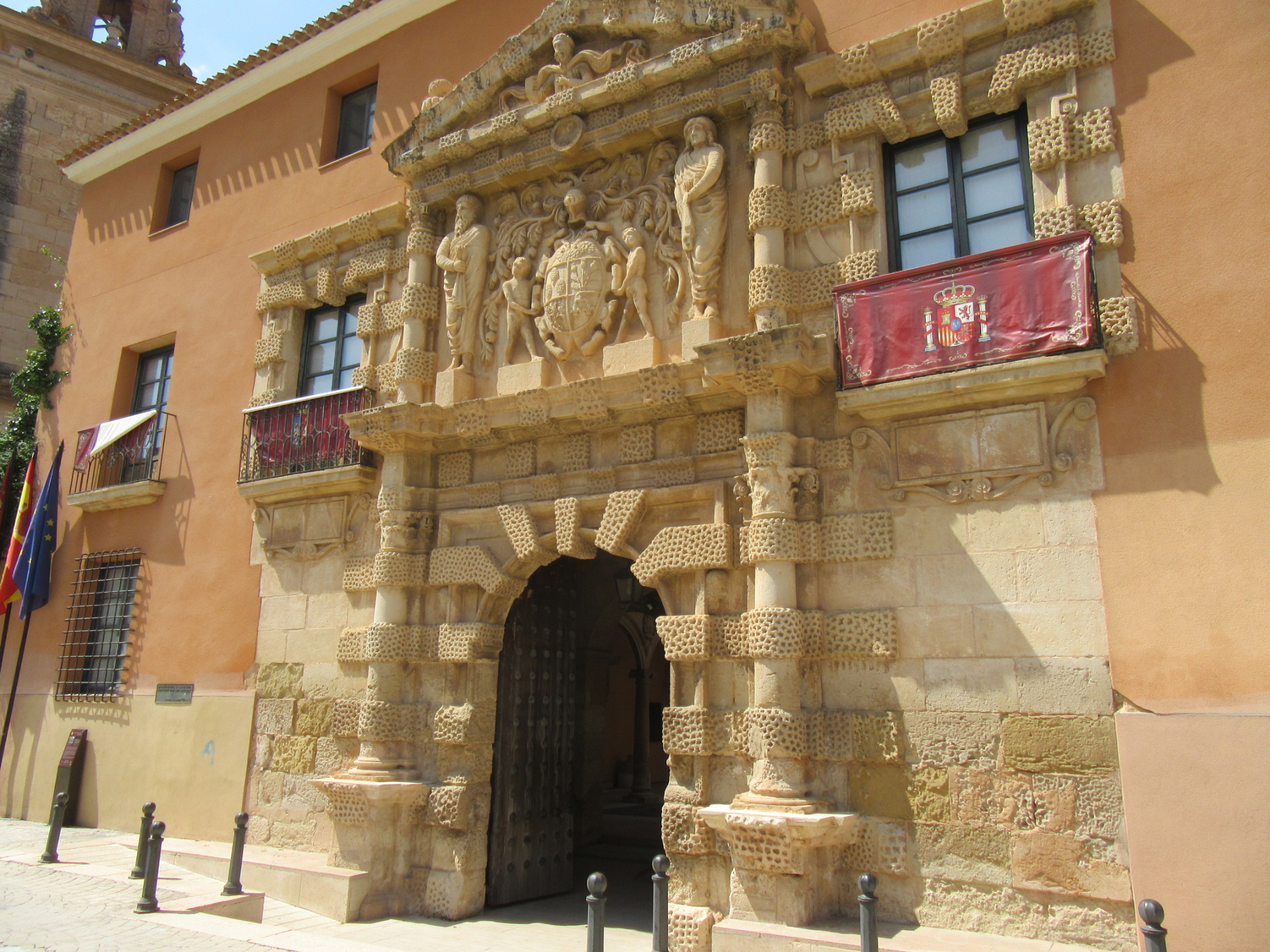
Palacio de los condes de Cirat, sede del Ayuntamiento de Almansa

| Periodo   | Nombre                       | Partido | Partido                                                  |
| --------- | ---------------------------- | ------- | -------------------------------------------------------- |
| 1979-1982 | Virginio Sánchez Barberán    |         | Partido Socialista Obrero Español (PSOE)                 |
| 1982-1983 | Silvio Arnedo Tomás          |         | Partido Socialista Obrero Español (PSOE)                 |
| 1983-1987 | Virginio Sánchez Barberán    |         | Partido Socialista Obrero Español (PSOE)                 |
| 1987-2007 | Antonio Callado García       |         | Partido Socialista Obrero Español (PSOE)                 |
| 2007-2008 | Antonio López Cantos         |         | Agrupación de Electores Independientes de Almansa (AEIA) |
| 2008-2009 | Fermín Cerdán Gosálvez       |         | Partido Popular (PP)                                     |
| 2009-2011 | Antonio López Cantos         |         | Agrupación de Electores Independientes de Almansa (AEIA) |
| 2011-2018 | Francisco Javier Núñez Núñez |         | Partido Popular (PP)                                     |
| 2018-2023 | Javier Sánchez Roselló       |         | Partido Popular (PP)                                     |
| 2023-Act. | Pilar Callado García         |         | Partido Socialista Obrero Español (PSOE)                 |

| Partido político                                         | 2023  | 2023  | 2023       | 2019  | 2019  | 2019       | 2015  | 2015  | 2015       | 2011  | 2011  | 2011       | 2007  | 2007  | 2007       |
| Partido político                                         | %     | Votos | Concejales | %     | Votos | Concejales | %     | Votos | Concejales | %     | Votos | Concejales | %     | Votos | Concejales |
| Partido Socialista Obrero Español (PSOE)                 | 44,89 | 5954  | 10         | 36,14 | 4833  | 8          | 34,94 | 4806  | 8          | 36,86 | 5161  | 9          | 35,94 | 4921  | 8          |
| Partido Popular (PP)                                     | 41,48 | 5502  | 10         | 41,39 | 5536  | 10         | 44,10 | 6067  | 11         | 32,40 | 4537  | 8          | 33,07 | 4528  | 8          |
| Izquierda Unida (IU)                                     | 7,96  | 1056  | 1          | 12,06 | 1614  | 2          | 8,33  | 1146  | 2          | 4,92  | 689   | 0          | 6,33  | 866   | 1          |
| Ciudadanos (CS)                                          | —     | —     | —          | 5,33  | 714   | 1          | 3,84  | 528   | 0          | —     | —     | —          | —     | —     | —          |
| Democracia por Almansa (DPA)                             | —     | —     | —          | —     | —     | —          | 4,69  | 645   | 0          | 5,90  | 826   | 1          | —     | —     | —          |
| Agrupación de Electores Independientes de Almansa (AEIA) | —     | —     | —          | —     | —     | —          | 1,42  | 196   | 0          | 14,14 | 1980  | 3          | 17,38 | 2380  | 4          |

## Servicios

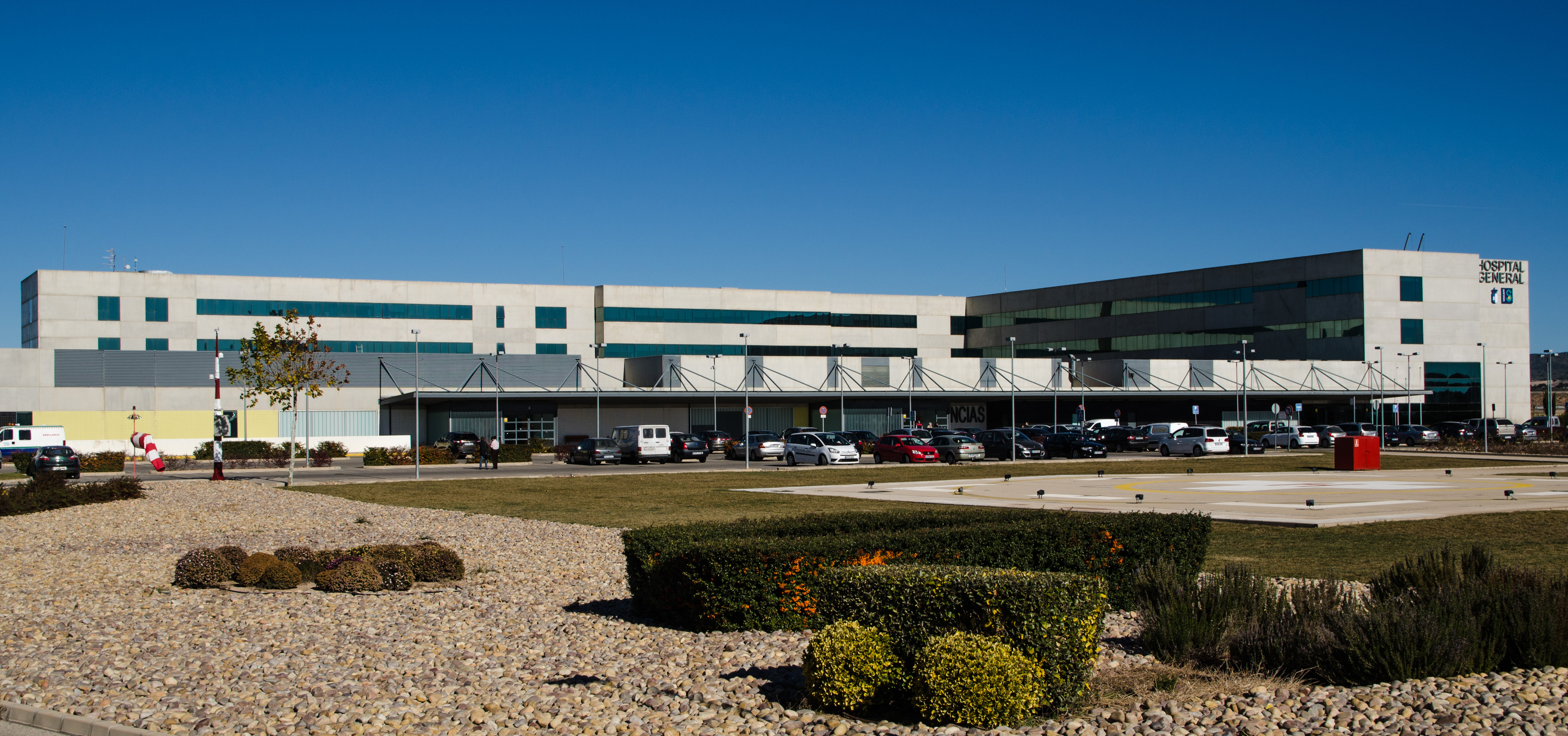
Hospital General de Almansa

Almansa dispone de diversos servicios públicos tanto para el municipio como para su área de influencia.
La Administración General del Estado presta, entre otros, los siguientes servicios: la Tesorería General de la Seguridad Social, el Instituto Nacional de la Seguridad Social (INSS) o el Servicio Público de Empleo Estatal (SEPE).
Almansa es el partido judicial n.º 3 de su provincia y tiene la sede de dos juzgados de primera instancia e instrucción. Los municipios que pertenecen a este partido judicial son: Alatoz, Almansa, Alpera, Bonete, Carcelén, Caudete, Fuente-Álamo, Higueruela y Montealegre del Castillo.
La Junta de Comunidades de Castilla-La Mancha es la encargada de, entre otras, las siguientes prestaciones:
- El 23 de febrero de 2007 se inauguró el Hospital General de Almansa,[17] dependiente del SESCAM, que da servicio sanitario a los siguientes municipios: Almansa, Bonete, Alpera, Corral-Rubio, Higueruela, Montealegre del Castillo y Caudete. Y por acuerdo firmado el 7 de mayo de 2007 con la Comunidad Valenciana, también se atienden a los pacientes del Valle de Ayora-Cofrentes que así lo deseen (Ayora, Jalance, Jarafuel, Cofrentes, Teresa de Cofrentes y Zarra), por lo que el Hospital General da servicio a 50 267 usuarios, según las cifras oficiales de población publicadas por el Instituto Nacional de Estadística a fecha 1 de enero de 2020.

- Centro de salud con doce consultas de medicina de familia y tres de pediatría, Servicio Oficial de Salud Pública con una farmacéutica y cinco veterinarios. Servicio de odontología y fisioterapia.

- La oficina de orientación, formación y empleo (antiguo SEPECAM) y la Oficina Comarcal Agraria (OCA).

- Residencia para Personas Mayores El Castillo.[18]

Asimismo, el municipio es sede de un parque de bomberos comarcal dependiente del SEPEI.

### Transporte
Desde 1857 el municipio está comunicado por ferrocarril con Madrid, desde 1858 con Alicante, a través de la línea Madrid-Alicante, que fue la primera línea de largo recorrido que se construyó en España. En 1859, se terminó el tramo Almansa-Játiva, lo que permitió viajar hasta Valencia. Años después la estación de Almansa fue una de las más importantes del sureste español.
Desde la estación de Almansa se puede alcanzar destinos como Albacete, Alicante, Valencia, Ciudad Real y Alcázar de San Juan.
Por carretera, y debido a la situación geográfica del municipio, las comunicaciones son inmejorables. Por autovías y autopistas se puede viajar hasta Madrid (320 km), Valencia (110 km), Alicante (95 km), Murcia (140 km), etc.
La estación de autobuses está justo al lado de la del ferrocarril, en un inmueble rehabilitado de mitad del siglo XIX. Es el antiguo muelle de carga de mercancías de la estación del tren.
También gracias a estas autovías quedan muy cerca los aeropuertos de Alicante-Elche, Valencia-Manises, Adolfo Suárez Madrid-Barajas y los puertos marítimos de Alicante y Valencia.

### Educación
El municipio cuenta con 5 escuelas infantiles públicas, dispone de 8 colegios de educación primaria, de los cuales dos son concertados, y 3 Institutos de Educación Secundaria.
Cuenta además con otras instituciones educativas oficiales y públicas: una extensión de la Universidad Nacional de Educación a Distancia (UNED), conservatorio profesional de música, Escuela Oficial de Idiomas (inglés, francés y alemán) y un centro de educación de personas adultas (CEPA).
El municipio dispone también de un centro de educación especial, dos bibliotecas públicas y una universidad popular.

### Instalaciones deportivas municipales
El campo de fútbol, de césped natural, inaugurado en 1976, recibe el nombre de «Campo de Fútbol Polideportivo Municipal Paco Simón», en honor a un emblemático periodista deportivo almanseño ya fallecido, y tiene una capacidad para 3500 espectadores. Las dimensiones del terreno de juego son 104 x 66. Además, está adaptado para competiciones internacionales de categoría sub-21. El 11 de octubre de 2002 se disputó un partido de clasificación para el XIV Campeonato de Europa sub-21 entre la selección española y la de Irlanda del Norte con victoria del combinado nacional por 1-0.
Un pabellón cubierto inaugurado en 1982, para las competiciones de baloncesto, voleibol, fútbol sala, etc., con capacidad para 1900 espectadores. El Club Baloncesto Almansa juega en este pabellón, llamado popularmente «La Bombonera». El equipo milita, actualmente (temporada 2021-22), en la liga LEB Oro.
Una piscina cubierta y climatizada con las mejores dotaciones de toda su provincia.

## Cultura
Almansa cuenta con dos teatros municipales: el Teatro Regio (inaugurado en 1930) y el Teatro Principal (inaugurado a finales del siglo XIX).

### Patrimonio

#### Castillo de Almansa

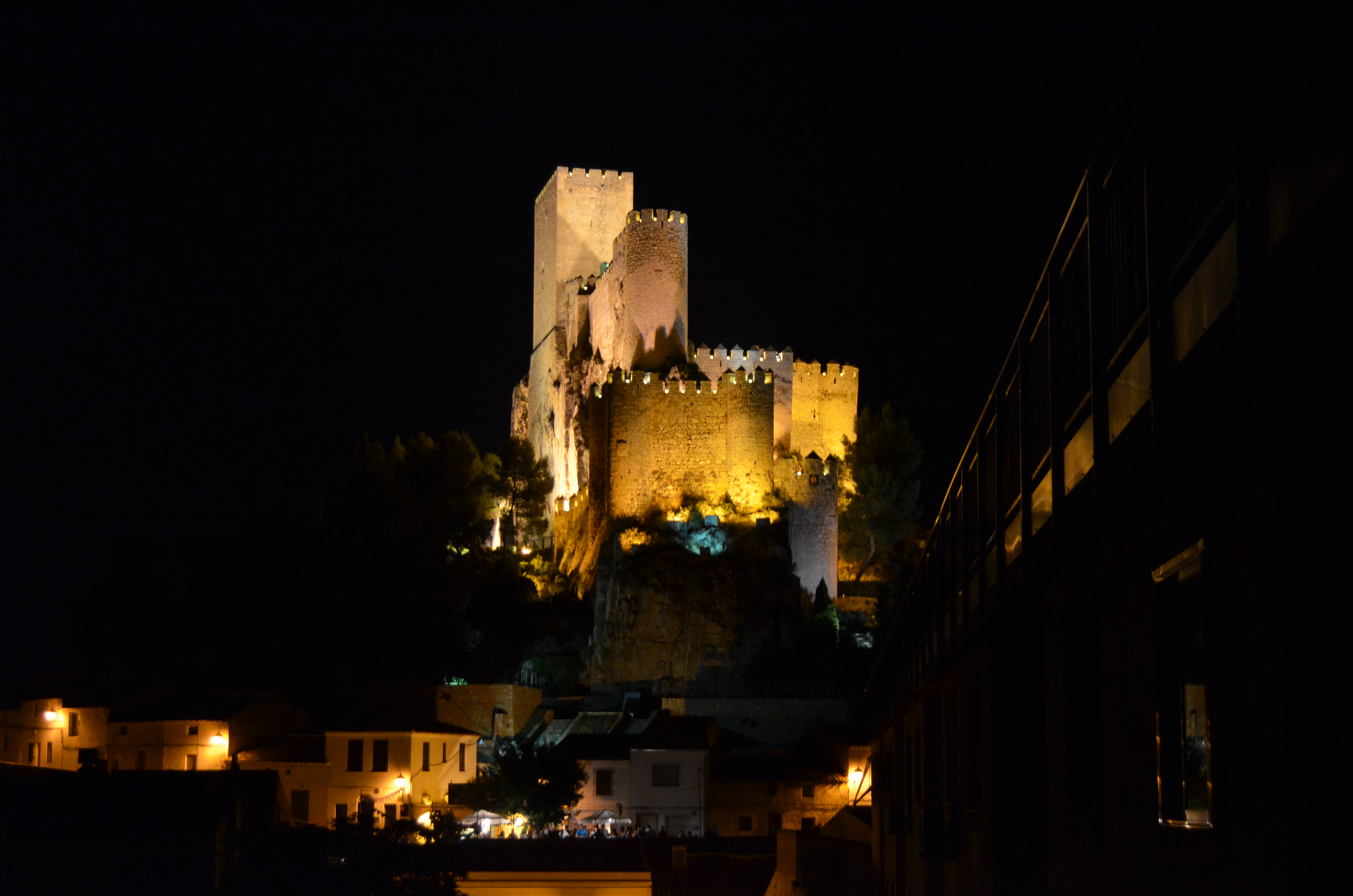
Vista nocturna del castillo de Almansa

La construcción original correspondió a los almohades. Estos edificaban utilizando la técnica del tapial, de los cuales se conservan algunos restos primitivos, sobre todo en las partes más cercanas a la roca y restaurados en 2008, siendo esta parte la más antigua (siglo XII).
En el siglo XIV la fortaleza pasó a manos del infante don Juan Manuel, quien aprovechando la construcción almohade, mandó reconstruir algunos de sus elementos y murallas, diferenciándose la mampostería cristiana del siglo XIV del tapial árabe del siglo XII. Así lo indican algunos documentos publicados por Aurelio Pretel. En uno de ellos, de 1338, sobre el aprovechamiento de aguas de Alpera, se establecen varias penas que, en todo o en parte se habían de destinar para el castillo de Almansa. En 1346, cuando don Juan Manuel hace merced al concejo de Almansa de tierras de riego de su posesión y del agua que le correspondía, pide a cambio:

que me dedes [...] para ayudar a labrar el mio castillo de aquí de Almansa, tres mil maravedis [...] Et que [...] los dedes a Ruy Martinez mio criado y vuestro vezino que los tiene que recabdar para la dicha obra del dicho castillo...

Comparando ambos textos pudiera ser que el primero se refiera a fortificaciones existentes con anterioridad y que después en 1346 se iniciarán sobre aquellas las obras de un nuevo castillo.
Juan Pacheco, I marqués de Villena, le dio la morfología actual al castillo, con la construcción de la torre del homenaje, las torres semicirculares de las murallas y la barbacana defensiva. Sus armas aparecen en las claves de las bóvedas de crucería sencilla de su torre del homenaje.
A principios del siglo XX y gracias a los informes realizados por la Real Academia de la Historia y la Real Academia de Bellas Artes de San Fernando, el castillo de Almansa fue declarado por Real Orden del 2 de febrero de 1921 Monumento Histórico-Artístico Nacional. Identificador del bien otorgado por el Ministerio de Cultura: RI-51-0000190.

#### Iglesia arciprestal de la Asunción

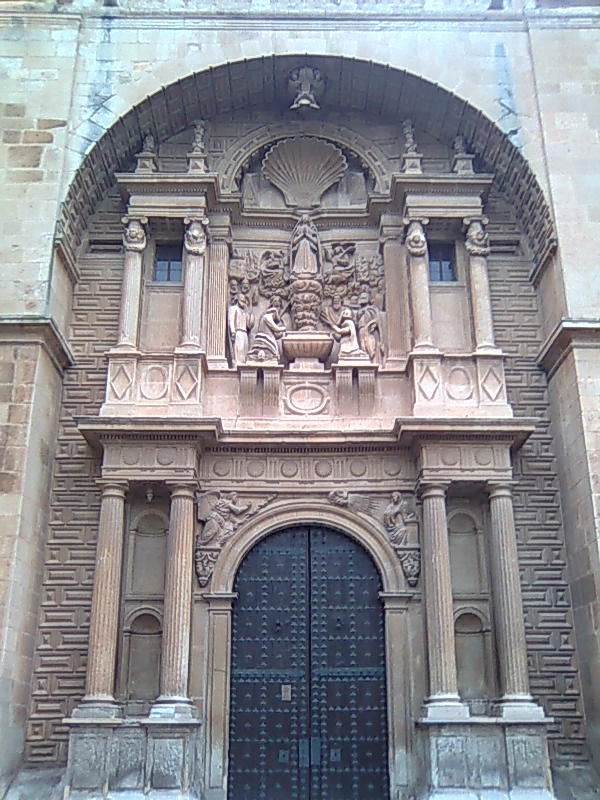
Vista de la fachada de la iglesia arciprestal de la Asunción

En la plaza de Santa María se alza la imponente iglesia arciprestal de la Asunción. Desde esta plaza se accede al castillo de Almansa por unas amplias escalinatas.
En el centro de la plaza se encuentra la popular «fuente de los patos» (en realidad son cisnes), que ya aparece en fotografías de principios del siglo XX.
El monumento es el resultado de varias etapas constructivas, desde el siglo XVI al XIX. En la puerta de la iglesia aparece inscrita la fecha de 1639.
En el interior del templo cabe destacar su espectacular bóveda de cañón, y las capillas laterales de bóvedas de crucería, de estilo gótico.
La cabecera de la nave está inspirada en el Palacio de Versalles.
Una única torre de ladrillo visto, barroca, de la segunda mitad del siglo XVIII, se alza en la fachada en el lado del Evangelio. La segunda torre no se construyó por falta de presupuesto.
Anexa a la nave principal, ya en la calle Virgen de Belén, se encuentra la capilla de la Comunión, fechada en 1763 y de estilo barroco. Tiene planta de cruz latina y cúpula en el crucero, con portada enteramente rococó finamente labrada.
A los pies de la iglesia arciprestal se celebran dos de los actos de las Fiestas Mayores de Almansa, la «conversión del moro» al cristianismo y la «Serenata a la Patrona», la imagen de la Virgen de Belén.
Fue declarada Monumento Histórico-Artístico el 13 de abril de 1983. Identificador del bien otorgado por el Ministerio de Cultura: RI-51-0004848.

#### Palacio de los condes de Cirat
El palacio de los condes de Cirat es un edificio del siglo XVI, llamado también la «Casa Grande». 
Está situado en la plaza de Santa María, prácticamente anexo a la iglesia arciprestal de la Asunción.
El palacio fue construido para Alfonso de Pina, miembro influyente de la nobleza almanseña. Desde el siglo XV la familia de Ximén de Pina se encontraba en Almansa, provenientes de los caballeros aragoneses que acompañaron al rey Jaime I de Aragón en la conquista del Reino de Valencia.
En 1793 perteneció al conde de Cirat, Miguel de Catalá y Calatayud y, después, al marqués de Montortal. 
En 1992 fue adquirido por el ayuntamiento y, después de ser restaurado, es la sede del mismo desde 1996.
De especial interés es su fachada con un acusado carácter manierista en todos sus detalles. Ofrece dos cuerpos con columnas fajadas y almohadilladas en alternancia que parecen sacadas de tratados de arquitectura italianos, en especial de Sebastiano Serlio. 
Pérez Sánchez relaciona la decoración de esta fachada con la obra del jienense Francisco del Castillo.
Fue declarado Bien de Interés Cultural el 2 de noviembre de 1990. Identificador del bien otorgado por el Ministerio de Cultura: RI-51-0006984.

#### Santuario de Belén
A 14 km de Almansa se encuentra el «Santuario de Nuestra Señora de Belén», el cual alberga la imagen de la patrona de Almansa, la Virgen de Belén, en las épocas estivales. En él destaca su templo barroco, levantado en el siglo XVII, de planta rectangular, coro alto a los pies y magnífico retablo barroco de principios del siglo XVIII.
Fue declarado Bien de Interés Cultural el 11 de enero de 1991. Identificador del bien otorgado por el Ministerio de Cultura: RI-51-0007015.

#### Caminos de Santiago
A finales del siglo XX tomó gran importancia la difusión de los diferentes Caminos de Santiago que recorren la provincia de Albacete, entre ellos la «Ruta de la Lana». Este camino une la ciudad de Alicante con la de Burgos, donde se une con el Camino Francés, y recorre la provincia de Albacete desde Almansa hasta Villamalea, pasando también por los términos municipales de Bonete, Alpera, Alatoz, Alcalá del Júcar y Casas-Ibáñez.
Otro «Camino de Santiago» que atraviesa la provincia de Albacete es el denominado Camino de Santiago de Levante. Este camino une la ciudad de Valencia con la de Zamora, donde se une con la Ruta Jacobea de la Plata, y recorre la provincia de Albacete desde Almansa hasta Minaya, pasando también por los términos municipales de Higueruela, Hoya-Gonzalo, Chinchilla de Monte-Aragón, Albacete, La Gineta y La Roda.

### Fiestas
Del 30 de abril al 6 de mayo se celebran las Fiestas Mayores en honor a la patrona, la Virgen de Belén. Fiestas declaradas de Interés Turístico Internacional en 2019. Éstas consisten en la tradicional fiesta levantina de moros y cristianos desde la creación de una agrupación en 1979, adoptándolas ante la popularidad que ya tenían estas fiestas en otras poblaciones cercanas como Villena o Caudete. Destaca la espectacular embajada mora nocturna a los pies del emblemático castillo de Almansa y muy cerca del mismo, acto único en todas las fiestas de moros y cristianos de España.
La imagen de la Virgen de Belén es patrona de Almansa por bula del papa Urbano VIII emitida en 1644 y recibió la coronación canónica y pontificia (papa Pío XI) el 5 de mayo de 1925. Su fiesta principal es el día 6 de mayo.

## Ciudades hermanadas
Almansa está hermanada con varias poblaciones internacionales con características similares, ya sea por número de habitantes u otros motivos:
- Scandiano, Italia
- Saint-Médard-en-Jalles, Francia
- Lymington, Reino Unido
- La Güera, campo de refugiados de la  provincia de Tinduf (Argelia)
- Volvera, Italia